# Seuralahdenluoto
Seuralahdenluoto är en ö i Finland. Den ligger i sjön Haukivesi och i kommunen Nyslott i  landskapet Södra Savolax, i den sydöstra delen av landet, 280 km nordost om huvudstaden Helsingfors. Öns största längd är 10 meter i sydöst-nordvästlig riktning.

## Klimat
Trakten ingår i den boreala klimatzonen. Årsmedeltemperaturen i trakten är 1 °C. Den varmaste månaden är augusti, då medeltemperaturen är 16 °C, och den kallaste är januari, med −13 °C.